# Forrest (comercial de televisión)

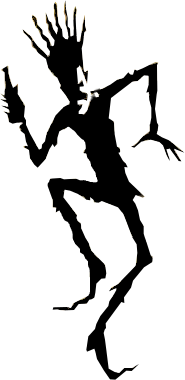
Imagen de la silueta del Judderman

Votado como uno de los anuncios publicitarios británicos más aterradores de todos los tiempos, Forrest (también conocido como Metz: Judderman o Judderman o Beware the Judderman) promovía un tipo de aguardiente conocido como schnapps de la marca Metz hoy descontinuada y franquiciatada en su tiempo por Bacardí-Martini (Martini & Rossi, de Italia). Se ofertó con la promoción de compre uno, llévese el segundo gratis.
Al principio, el anuncio aparecería en cine, radio y televisión, con un fuerte apoyo económico de 4 millones de libras esterlinas para la versión Black y la Still Metz, una bebida no carbonatada mezclada con esencia de cítricos y agua pura de manantial. Una leyenda urbana menciona que debido a lo tétrico del anuncio, éste fue retirado de las campañas de televisión, aunque no hay evidencia que confirme esto.
El comercial fue dirigido por el cineasta irlandés Enda McCallion y filmado en Budapest, en un set helado creado para una película reciente. El propio Judderman fue interpretado por un bailarín de ballet de 1.95 m, que proporcionó el misterioso movimiento que los productores deseaban. Los títeres y animaciones tradicionales añaden algunos toques agradables, y el conjunto se completa con una voz en off de la actriz polaco-checa Alicia Suszka Fielder. De los actores que interpretan al viajero y a Judderman no se conocen sus nombres.

## Historia
El comercial, de 30 segundos (versión TV) 50 segundos (versión media) o 69 segundos (versión larga), supuestamente se basaba en las historias del folclor ruso y de cuentos de hadas madrinas. Mostraba a un caminante que deambula por el bosque helado mientras es acechado por un extraño personaje, delgado y con cabellos en punta (semejando estalactitas de hielo), un rostro blanco que, aunque amigable, parece maligno. Es el Judderman, una figura ficticia que es reminiscente de los personajes mitológicos que aterrorizaban a los residentes de alguna aldea de época en algún lugar de los paisajes nevados de Europa Central. Cuando menos lo espera el nervioso caminante, frente a él se aparece el Judderman ofreciéndole una botella de Metz. Poco a poco, el Judderman seduce al chico y lo atrae hacia una zona donde otras personas disfrutan la bebida. Sin embargo, cuando el joven toma la bebida, se convierte en una marioneta. La voz en off de una mujer alerta al espectador:
¡Cuidado con el Judderman, querido,
 
Cuando la luna está llena!

Con lengua afilada y largos brazos y piernas, astuto es.

## Tras bambalinas
El anuncio fue producido por Robert Godbold de Spectrecom Films, y la animación corrió a cargo del mismo director, Enda McCallion en el año 2000. El estreno fue en enero el 2000 en televisión, en la versión de 30 segundos. La iluminación y la fotografía se acreditan a Dan Landin; mientras que Jonathan Burley fue el director de arte.
La inspiración para el estilo del anuncio provino de los primeros clásicos cinematográficos como Nosferatu, el vampiro y las obras del animador checo Jan Švankmajer. Se utilizó una cámara adaptada a mano para replicar las velocidades de obturación variables del cine temprano. Los efectos de disolución se lograron tomando exposiciones dobles. La música atmosférica y el diseño de sonido fueron proporcionados por Srdjan Kurpjel de la compañía londinense Mind the Sound. La imagen se asemeja a las primeras películas de Georges Méliès.
El nombre Judderman significa el "hombre que estremece", del inglés judder (estremecer, temblorina), por el estremecimiento que una persona tiene al tomar algo helado. De hecho en el segundo 00:48 del anuncio en su versión larga, se ve a una mujer mostrando este efecto al beber el schnapps.
En 2003, en las dos noches del 25 y 26 de octubre, previas a la festividad de Halloween, el Canal 4, de Inglaterra hizo un recuento de los cien momentos más aterradores (100 Greatest Scary Moments) presentados por el comediante Jimmy Carr, y colocaron el anuncio de Forrest en el número 31. El documental se encontraba en Youtube, pero fue removido por denuncia de derecho de copia.
En 2001, el anuncio ganó el premio International Food and Beverage Creative Excellence Awards.
En algunas plataformas de video se puede ver el anuncio en versión corta.

## Ligas externas
- Forrest (versión larga) en Youtube.